# 서울 조계사 대웅전
서울 조계사 대웅전(서울 曺溪寺 大雄殿)은 서울특별시 종로구 견지동, 조계사에 있는 조선시대의 대웅전이다. 2000년 9월 10일 서울특별시의 유형문화재 제127호로 지정되었다.

## 개요
1922년 전북 정읍에 지어진 보천사 십일전을 1938년 이곳으로 옮겨 태고사의 대웅전으로 사용하다가 조계사 대웅전으로 이름을 바꾼 것이다.
대웅전은 앞면 7칸·옆면 4칸으로 지붕의 옆면이 여덟 팔(八)자 모양인 팔작지붕이다. 지붕 처마를 받치기 위해 장식하여 만든 공포는 기둥 위와 기둥 사이에도 있는 다포양식을 이용하였다. 특히 모든 벽에 있는 문은 꽃 모양으로 장식된 문살로 되어 예술적 화려함과 정교함을 갖고 있다.
이 건물의 모든 것이 1920년대 조선시대 후기의 건축양식을 받아들이면서 전각의 대형화를 이룬 것이 특징이다.

## 특징
조계사 대웅전(曹溪寺 大雄殿)은 석가모니불을 봉안한 조계사의 가장 중심이 되는 건물이다. 1937년에 한용운·박한영 등이 중심이 되어 현재의 위치에 불교의 총본산을 건립하는 불사를 추진할 때에 세워졌다. 그러나 이 건물은 본래 전라북도 정읍의 신흥종교였던 보천교의 법당인 십일전으로 1922년에 세워진 건물이었다. 1936년 보천교 교주 차경석이 죽은 후 이를 매입하여 1937년∼1938년 사이에 옮겨지은 것이다.
이 조계사 대웅전은 정면 7칸, 측면 4칸의 단층 팔작지붕 건물이다. 지붕 처마를 받치기 위해 장식하여 만든 공포는 기둥 위뿐만 아니라 기둥 사이에도 있는 다포양식을 취하고 있다. 외부 5출목, 내부 7출목으로 짠 다포식 7량의 구조이며, 내부 전ㆍ후면에 내진주를 각각 6개씩 모두 12개를 세웠다.
기단 윗면에는 화강암을 전처럼 다듬어 깔았고, 주춧돌은 네모난 이중 받침 위에 정교하게 다듬은 둥근 주춧돌이며, 기둥 하단은 돌기둥을 끼워 넣었다. 벽에 있는 모든 문은 꽃 모양으로 장식된 채색의 문살로 되어 예술적 화려함과 정교함을 지니고 있다.
대웅전 내부의 불단에는 도갑사에서 옮겨온 석가여래좌상이 봉안되어 있으며, 불단 뒷벽에는 1938년 대웅전을 중건할 때 그려진 후불탱화와 최근 1970년대에 그려진 천불탱화가 걸려 있다.

## 참고 자료
- 조계사 대웅전 - 국가유산청 국가유산포털